# 东突厥斯坦国民军
东突厥斯坦国民军（維吾爾語：شەرقىي تۈركىستان مىللىي ئارمىيىسى‎），又称伊犁国民军、三区民族军、新疆民族军，是1945年4月，在苏联扶植下在新疆伊宁成立，效忠于东突厥斯坦共和国的一支军队。国民军由首任指挥官，俄国人伊万·波利诺夫（Иван Яковлевич Полинов）少将建立，并接受苏联内务人民委员部（NKVD）将军弗拉基米尔·斯捷潘诺维奇·埃格纳罗夫（Владимир Степанович Егнаров）指挥。该军队政治倾向偏向于共产主义，是三区革命中的重要军事力量。

## 历史
新疆独立势力在苏联政府推动下，于1944年开始反叛中华民国政府。反叛行动——伊宁事变成功后，伊犁临时政府在1945年2月将游击队总司令部改组为东突国民军总指挥部。发布兵役法，要求20至22岁的公民应征入伍，服役三年。1945年4月8日，在伊宁正式成立国民军。艾力汗·吐烈是伊犁国民军的指挥者，直至他于1946年被遣送回苏联。此后，阿不都克里木·阿巴索夫担任伊犁国民军的政治领袖。伊犁临时政府聘请了一批苏联军事教官，在霍儿果斯举办军官培训班，每期三个月。
国民军来源多样，部队成员复杂。主要由四部分组成：一是，乌斯满、达力克汗领导的阿山地区的哈萨克族武装。二是，伊犁当地的反叛组织，是国民军主力。三是，南疆蒲犁的由伊斯哈克伯克领导的柯尔克孜族、塔吉克族游击队。四是，司马义也夫领导的，在苏联驻塔城领事馆扶持下建立的塔城战斗小组。
同年9月，国民军在北疆获得了对国民革命军的决定性胜利。北疆新建立的两个國民革命軍第二軍美械师（大约25000名士兵）被围歼（除了6000名士兵与军官，这其中包括7名投降的将军）。在高度设防的乌苏-石河子地区中战斗时，当地平民给予了国民军的官兵很多帮助。众多直接参加了军事行动的苏联军事人员和顾问在经历中写到，他们被雇佣利用猛烈的炮火和（由起义者的空军进行的）空中轰炸攻击国民政府控制下的石油丰富战略地区。
1949年9月，新疆和平解放，随后，中国人民解放军进军新疆。12月20日，国民军被中国人民解放军收编，改编为中国人民解放军第五军。1954年10月7日，第五军改编为伊犁哈萨克自治区军区；1955年1月4日，改称伊犁哈萨克自治州军区；1955年10月31日，改称伊犁军区；1969年12月，改称北疆军区；1985年8月30日，北疆军区撤销，下属各军分区及野战部队转隶新疆军区直辖。

## 国民军军衔
国民军的军衔分为士兵、尉官、校官和将官四级。由于系接受苏联训练和援助以对抗中国（国民党政府），国民军的肩章和军服都仿照苏军式样。肩章为蓝、红、白、绿四色，以区分骑兵、步兵、炮兵和军警；帽徽为铁制，中间一内圈为天蓝色，中心是一个橘红色月牙和五角星。
| 东突国民军 ·                      |                                   |                                   |                                   |      |      |      |      |      |      |      |      |      |      |      |      |      |      |      |      |      |      |      |      |      |
| [] 错误：{{Lang}}：无文本（帮助） | [] 错误：{{Lang}}：无文本（帮助） | [] 错误：{{Lang}}：无文本（帮助） | [] 错误：{{Lang}}：无文本（帮助） |      |      |      |      |      |      |      |      |      |      |      |      |      |      |      |      |      |      |      |      |      |
|                                   |                                   |                                   | 大将                              | 大将 | 上将 | 上将 | 中将 | 中将 | 少将 | 少将 | 上校 | 上校 | 中校 | 中校 | 少校 | 少校 | 大尉 | 大尉 | 上尉 | 上尉 | 中尉 | 中尉 | 少尉 | 少尉 |

| 东突国民军 · |  |  |  |  |  |  |      |      |      |      |      |      |      |      |      |      |      |      |      |      |      |      |        |        |        |        |      |      |      |      |      |      |      |      |      |      |
|              |  |  |  |  |  |  |      |      |      |      |      |      |      |      |      |      |      |      |      |      |      |      |        |        |        |        |      |      |      |      |      |      |      |      |      |      |
|              |  |  |  |  |  |  | 准尉 | 准尉 | 上士 | 上士 | 中士 | 中士 | 中士 | 中士 | 中士 | 中士 | 下士 | 下士 | 下士 | 下士 | 下士 | 下士 | 上等兵 | 上等兵 | 上等兵 | 上等兵 | 列兵 | 列兵 | 列兵 | 列兵 | 列兵 | 列兵 | 列兵 | 列兵 | 列兵 | 列兵 |

## 编制
1945年4月8日国民军总司令部下设后勤处、政治处、军事法院、军事检察院、侦察处、作战处、人事处、总务处等机关。鲍里诺夫为国民军总指挥、瓦尔沙诺菲·米哈伊洛维奇·莫日阿洛夫为总参谋长，阿巴索夫为政治部主任，艾尼（巩哈游击队指挥员）为军事法院院长。总兵力大约15000人，各部队有：
特克斯骑兵第一团
特克斯骑兵第二团
新二台骑兵第三团
蒙古族骑兵营（来自博尔塔拉的土尔扈特蒙古族）
锡伯族独立骑兵连
骑兵补充团（巩留）
回族独立骑兵营
绥定步兵第一团
伊犁步兵第二团
伊犁预备第四团
直属炮兵营
直属警卫营。
步兵编制：每团2个营，每营3个连，每连3个排，每排4个班，全团大约2500人。
骑兵团编制：每团4个骑兵连和1个机枪连。每团约1000人。
团设参谋部、政治处、后勤处。有团长、军务副团长、政治副团长、宗教副团长各一。
国民军的机动化部队包括一支拥有十二门大炮的炮兵连，两辆装甲车和两辆坦克。所有的部队主要由德械武装，供给由苏联的约瑟夫·瓦利尔斯提供，指挥人员的训练则在苏联进行。起义者的空军包括四十二架飞机，这些飞机夺取自中华民国政府属下的空军基地并由苏联军事人员进行维修。

## 备注
1. ↑  阿山地区的哈萨克族武装，由蒙古人民共和国和苏联政府扶植[3]。
2. ↑  即今塔什库尔干县[3]。

### 引用
1. ↑  . Radio Free Asia.   [2023-12-31]. （原始内容存档于2024-01-06） （中文（中国大陆））.
2. ↑  阿不都热依木.艾尼. .   [2023-12-31]. （原始内容存档于2023-12-10）.
3. 1 2 3 4 5 6 7 8  . 编辑：李晓江. 青年军事·中国军网，来源：新疆哲学社会科学网. 2014-03-03  [2019-05-08]. （原始内容存档于2019-05-07） （简体中文）.
4. ↑  Millward 2007: 219
5. ↑  哈吉娅•阿巴斯, 宣传党的民族政策——我的父亲阿不都克里木·阿巴索夫 (2) 的存檔，存档日期2014-03-24. 中直育英同学会 2014-03-14
6. 1 2   [Photo album: Xinjiang National Army uniforms]. 24 October 2003  [8 June 2021] （俄语）.
7. ↑  "East Turkestan Republic (1944-1949) in Sinkiang as part of Uyghur independence East Turkestan." M. Kutlukov, Tashkent, 1958, Academy of Sciences of USSR